# Terranuova Bracciolini
Terranuova Bracciolini is een plaats en gemeente in de Italiaanse provincie Arezzo (regio Toscane) en telde eind 2013 bijna 12 500 inwoners.
De volgende frazioni maken deel uit van de gemeente: Campogialli, Castiglion Ubertini, Cicogna, Doccio, Malva, Montalto, Montemarciano, Penna, Persignano, Piantravigne, Tasso, Traiana, Treggiaia, Ville.

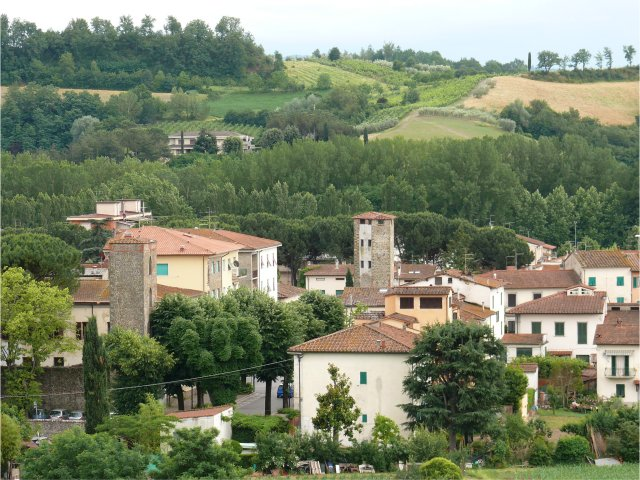
Terranuova Bracciolini
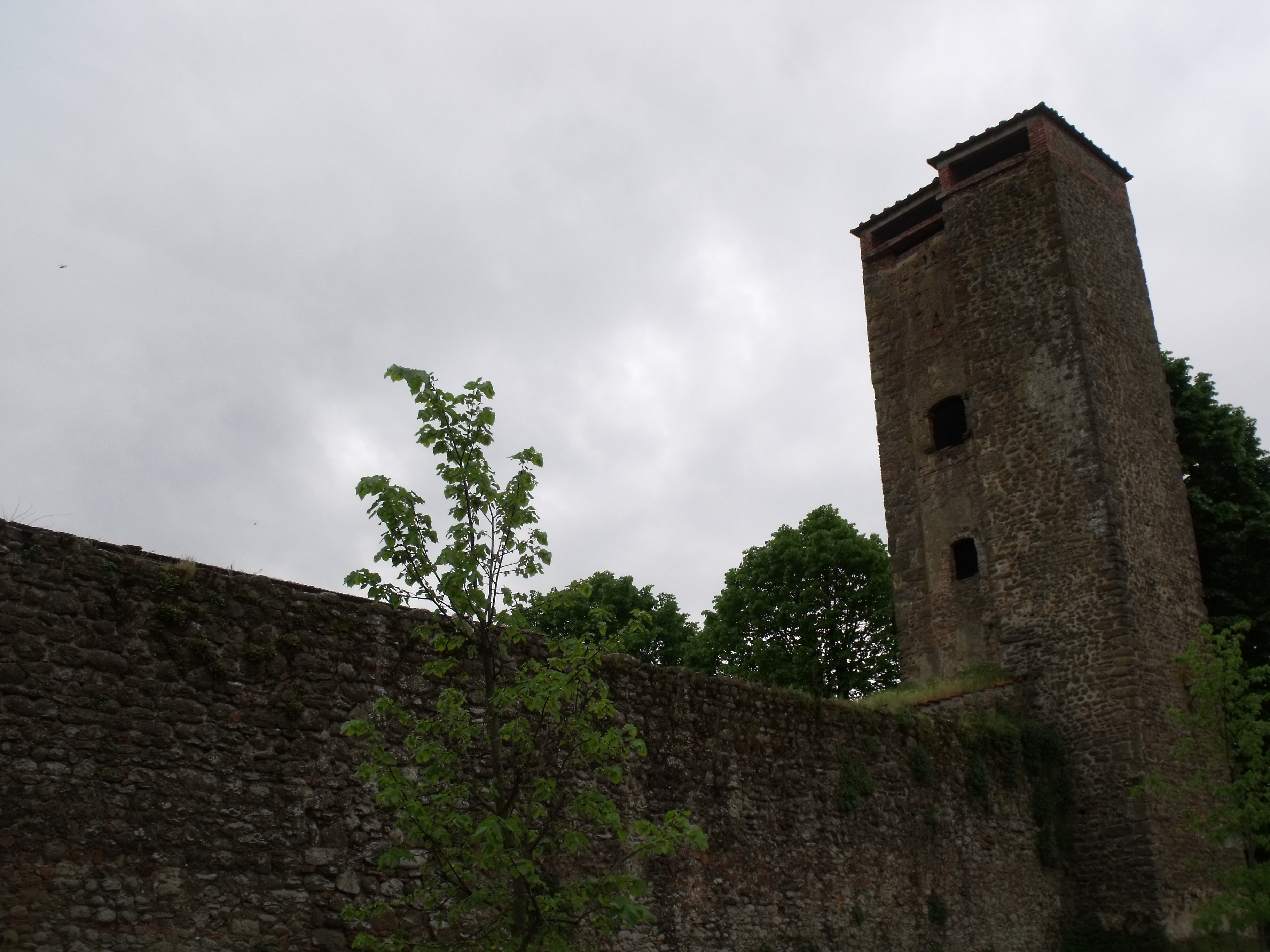
Toren met stadsmuur
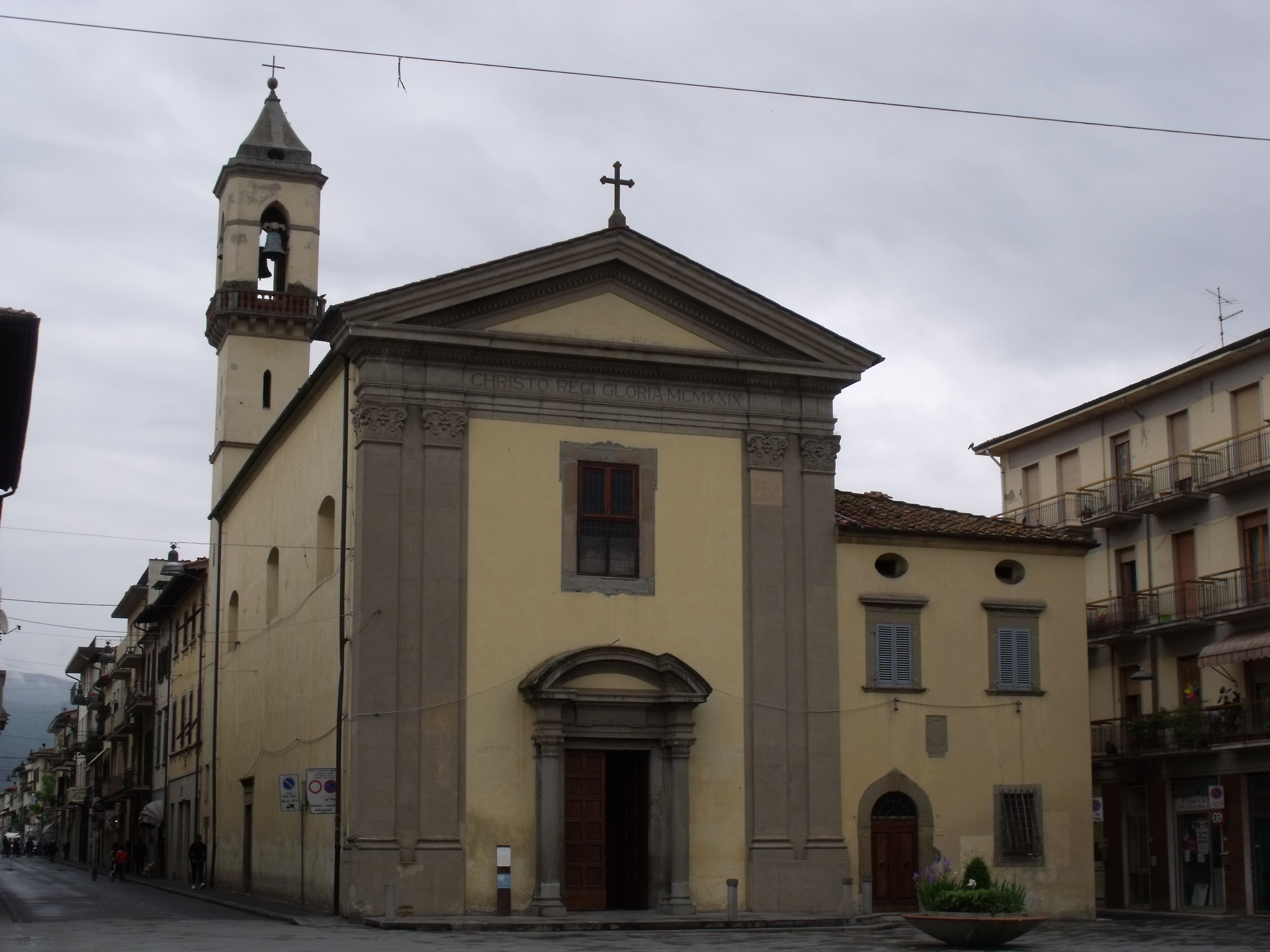
Kerk in Terranuova Bracciolini

## Demografie
Terranuova Bracciolini's inwonertal steeg in de periode 1991-2013 met 19 % volgens ISTAT.
| Jaar | Inwoneraantal |
| ---- | ------------- |
| 1991 | 10.392        |
| 2001 | 11.181        |
| 2004 | 11.778        |
| 2013 | 12.401        |

## Geografie
De gemeente ligt op ongeveer 156 m boven zeeniveau.
Terranuova Bracciolini grenst aan de volgende gemeenten: Castelfranco Piandiscò, Castiglion Fibocchi, Laterina, Loro Ciuffenna, Montevarchi, Pergine Valdarno, San Giovanni Valdarno.

## Geboren
- Consalvo Sanesi (1911-1998), Formule 1-coureur